# Collotheca atrochoides
Collotheca atrochoides is een raderdiertjessoort uit de familie Collothecidae. De wetenschappelijke naam van deze soort is voor het eerst geldig gepubliceerd in 1893 door Wierzejski.